# Výsluní
Výsluní település Csehországban, Chomutovi járásban. Výsluní Marienberg, Málkov, Hora Svatého Šebestiána, Křimov, Domašín, Kadaň, Klášterec nad Ohří, Kryštofovy Hamry és Místo településekkel határos. Lakosainak száma 286 fő (2024. január 1.).

## Népesség
A település lakosságának változását az alábbi diagram mutatja:
| Lakosok száma | 2631 | 2604 | 2280 | 444  | 240  | 325  | 380  | 373  | 262  | 286  |
|               | 1869 | 1900 | 1921 | 1961 | 1980 | 2011 | 2016 | 2019 | 2021 | 2024 |